# Colonia las Campanitas
Colonia las Campanitas är en ort i Mexiko.   Den ligger i kommunen Pachuca de Soto och delstaten Hidalgo, i den sydöstra delen av landet, 70 km norr om huvudstaden Mexico City. Colonia las Campanitas ligger 2 488 meter över havet och antalet invånare är 191.
Terrängen runt Colonia las Campanitas är platt åt sydost, men åt nordväst är den kuperad. Runt Colonia las Campanitas är det ganska tätbefolkat, med 90 invånare per kvadratkilometer. Närmaste större samhälle är Pachuca de Soto, 15,0 km nordost om Colonia las Campanitas. Trakten runt Colonia las Campanitas består till största delen av jordbruksmark.